# أبريلتسي (بازارجيك)

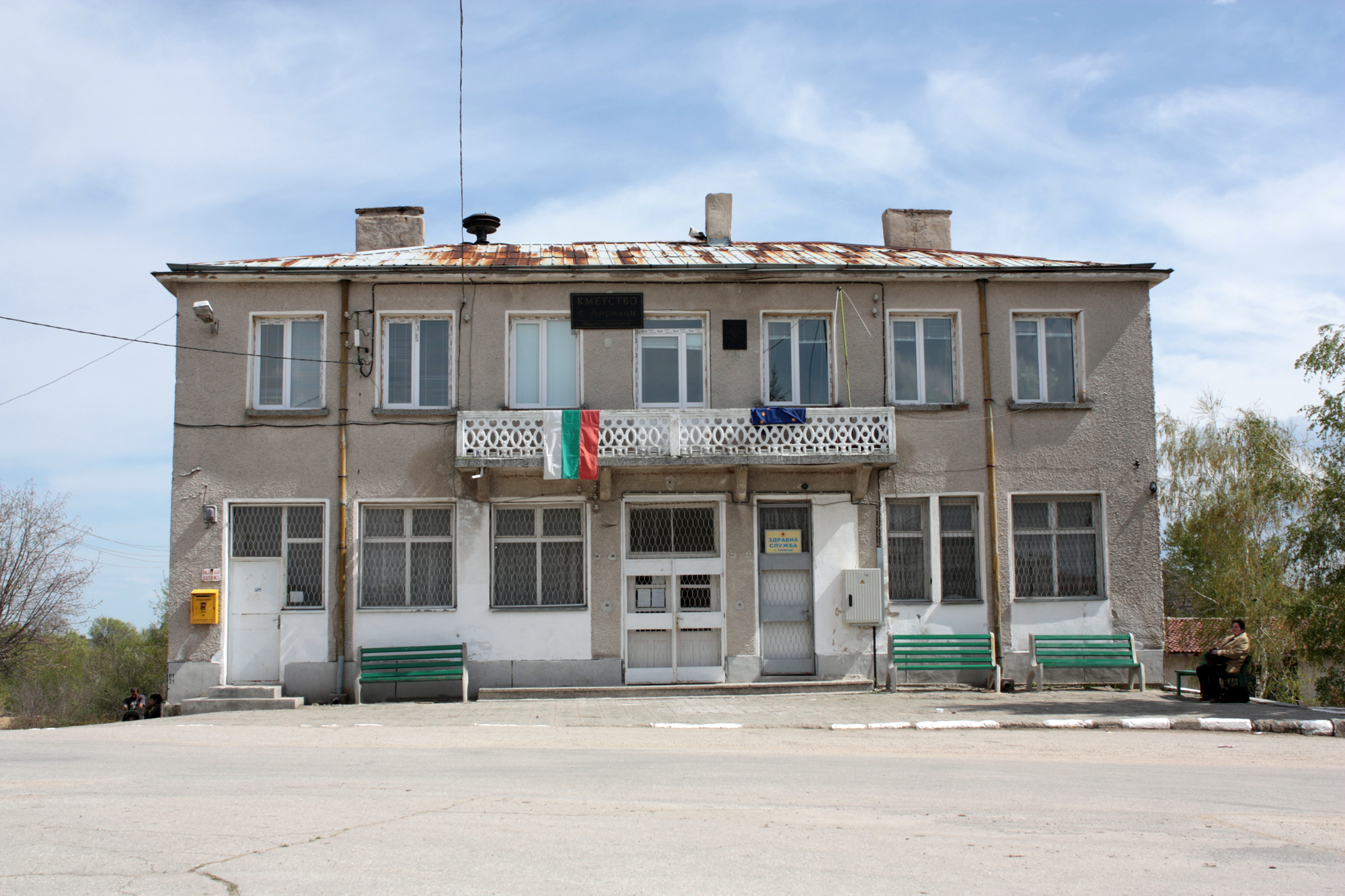

أبريلتسي (بالبلغارية: Априлци) هي قرية في مقاطعة بازارجيك في جنوب بلغاريا.
يبلغ عدد سكانها حوالي 434 نسمة.

## الجغرافيا
تقع القرية في الضواحي الشمالية من إقليم بازارجيك. وتبعد عن بازارجيك نحو الشمال 14 كم. وتقع جنوب باناغيوريشتشي بنحو 29 كم. تقع على جانبي نهر إليشيشكا (أو الكرز) الجنوب. في الشمال والشمال الغربي تقع التلال الأولى من جبال سريدا غورا. على بعد حوالي 5 كم. وهي تقع في مواجهة قمة ساكارجا (ترتفع 416 م) على بعد 5 كم إلى الغرب، وقمة إيلانجا (ترتفع 400 م) على بعد 5 كم.